# Tilly van der Zwaard
Tilly van der Zwaard, wł. Mathilda Catrina van der Zwaard, w trakcie małżeństwa Tilly van der Made-van der Zwaard (ur. 18 stycznia 1938 w Lejdzie, zm. 6 lutego 2019 w Edgewater) – holenderska lekkoatletka, medalistka mistrzostw Europy z 1962.
Specjalizowała się w biegu na 400 metrów. Zdobyła brązowy medal w biegu na 400 metrów na mistrzostwach Europy w 1962 w Belgradzie, za Mariją Itkiną ze Związku Radzieckiego i Joy Grieveson z Wielkiej Brytanii. Zajęła 6. miejsce w finale biegu na 400 metrów na igrzyskach olimpijskich w 1964 w Tokio.
Po powrocie z urlopu macierzyńskiego skoncentrowała się na biegu na 800 metrów. 20 sierpnia ustanowiła rekord świata w sztafecie 3 × 800 metrów (w składzie: Ilja Keizer, Van der Made i Mia Gommers) czasem 6:15,5. Był to ostatni oficjalny rekord świata w tej konkurencji, ponieważ od maja 1969 IAAF zastąpiła ją sztafetą 4 × 800 metrów. Na igrzyskach olimpijskich w 1968 w Meksyku Van der Made odpadła w eliminacjach biegu na 800 metrów.

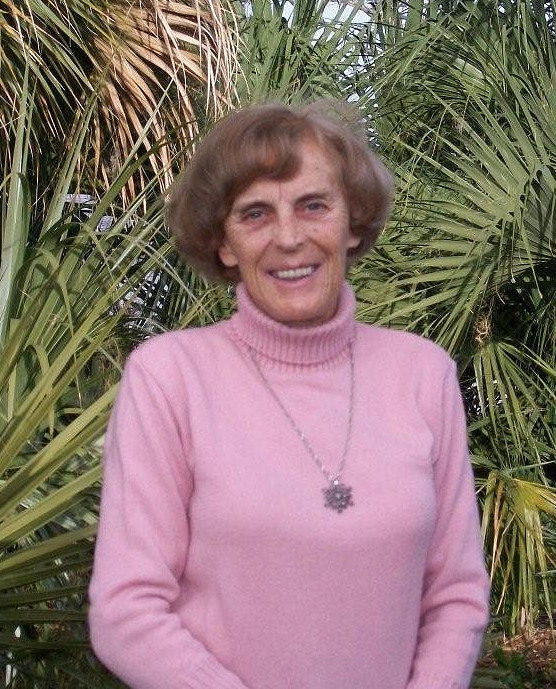
Tilly van der Zwaard w 2010

Była mistrzynią Holandii w biegu na 200 metrów w 1962 i 1963 oraz w biegu na 400 metrów w 1962, 1963 i 1964, a także halową mistrzynią Holandii w biegu na 500 metrów i w biegu na 800 metrów w 1970.
Trzykrotnie poprawiała rekord Holandii w  biegu na 400 metrów do wyniku 53,7 (29 września 1962 w Londynie, razem z Gerdą Kraan).